# 볼리스호펜
볼리스호펜(독일어: Wollishofen)은 취리히의 2구에 있는 동네이다. 이전에는 자체 자치체였으며, 1893년 취리히에 통합되었다. 이 지역에는 5.75k㎡ 면적에 15,592명의 인구가 분포되어 있다.

## 지리
질강과 취리히 호수 사이에 위치하며, 호수의 왼쪽 은행에서 도시의 남쪽 경계를 형성한다. 호수는 지구 전체 면적의 28.5%(1.64k㎡)를 차지한다. 남쪽으로 볼리스호펜은 아들리스빌 및 킬히베르크의 지자체와 접해 있다.

## 교통
볼리스호펜은 A3 고속도로와 취리히 교통공사의 7번 트램 노선에 있다. 취리히 볼리스호펜역은 취리히 S-반 또는 버스-라인 72의 S8 및 S24 노선에 있는 정류장이다.
취리히호 해운(ZSG)과 조선소는 볼리스호펜에 있다.

## 문화
현대 공연 예술 분야에서 가장 중요한 유럽 축제 중 하나인 국제 연극 축제인 취르허 극장 슈페타켈은 매년 8월 란디비세 호숫가와 자파-인젤에서 개최된다. 문화 센터인 로테 파브리크도 볼리스호펜과 리디아 에셔의 이전 집인 빌라 벨부아에 있다.

## 교육
- SIS 스위스 국제학교

## 스포츠
이 지역의 축구 클럽은 FC 볼리스호펜이다. 취리히스트라세에 위치한 경기장은 소나우(Sonnau)라고 불린다. 2020-21년 현재, 팀은 스위스 축구 6부리그인 2. 리가 지역 취리히에서 뛰고 있다.

## 갤러리

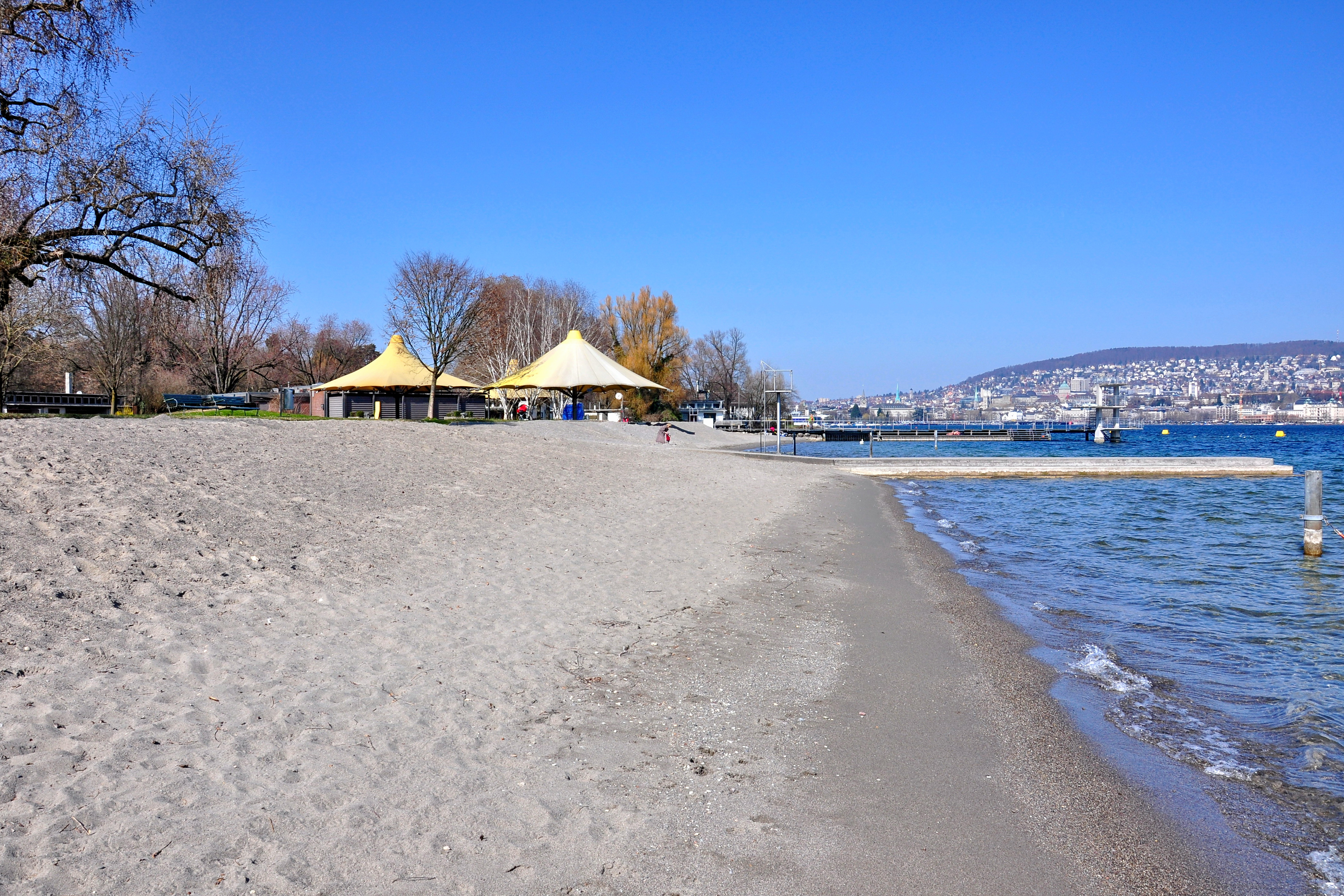
미텐콰이 욕장
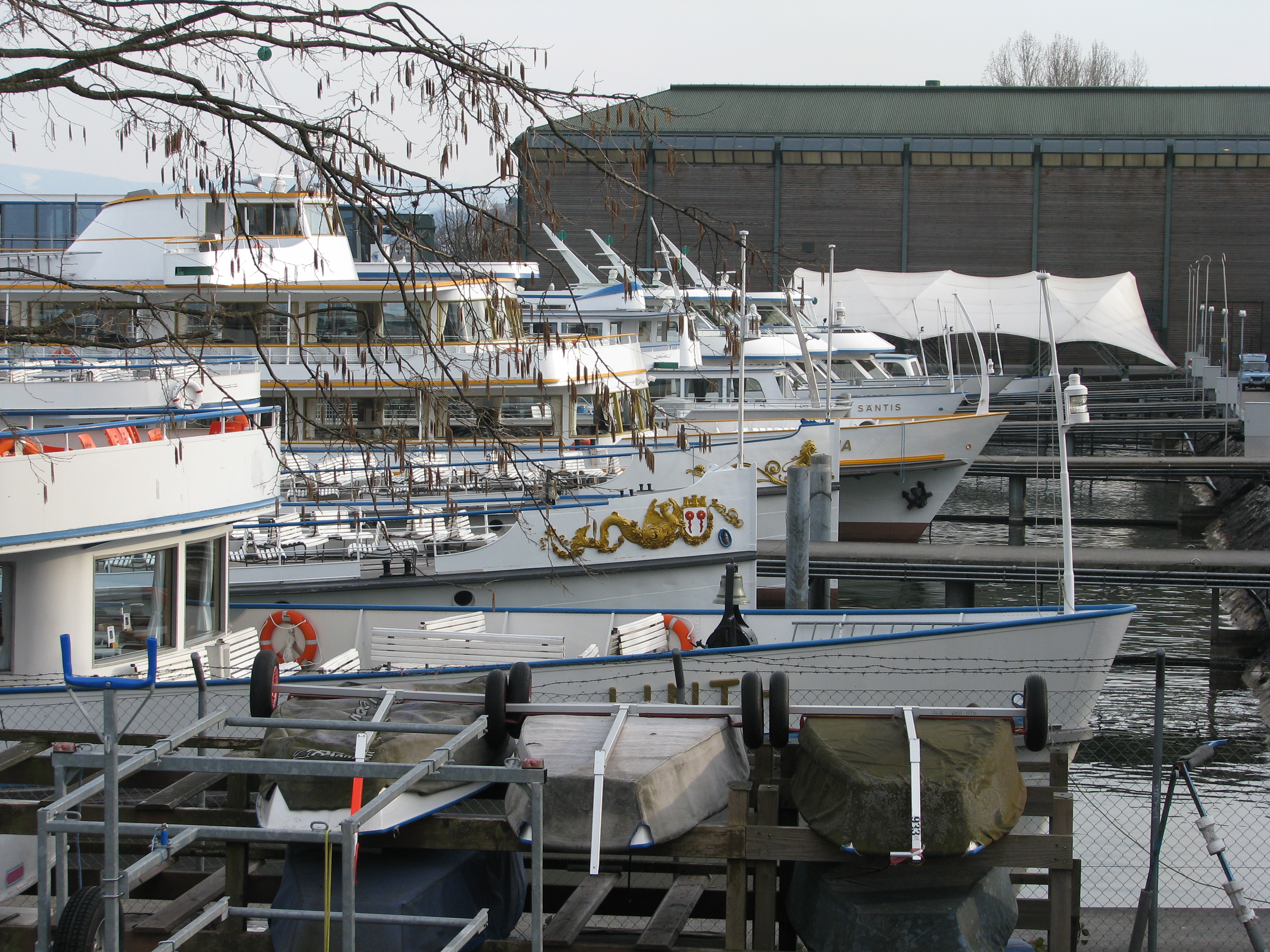
ZSG 조선소
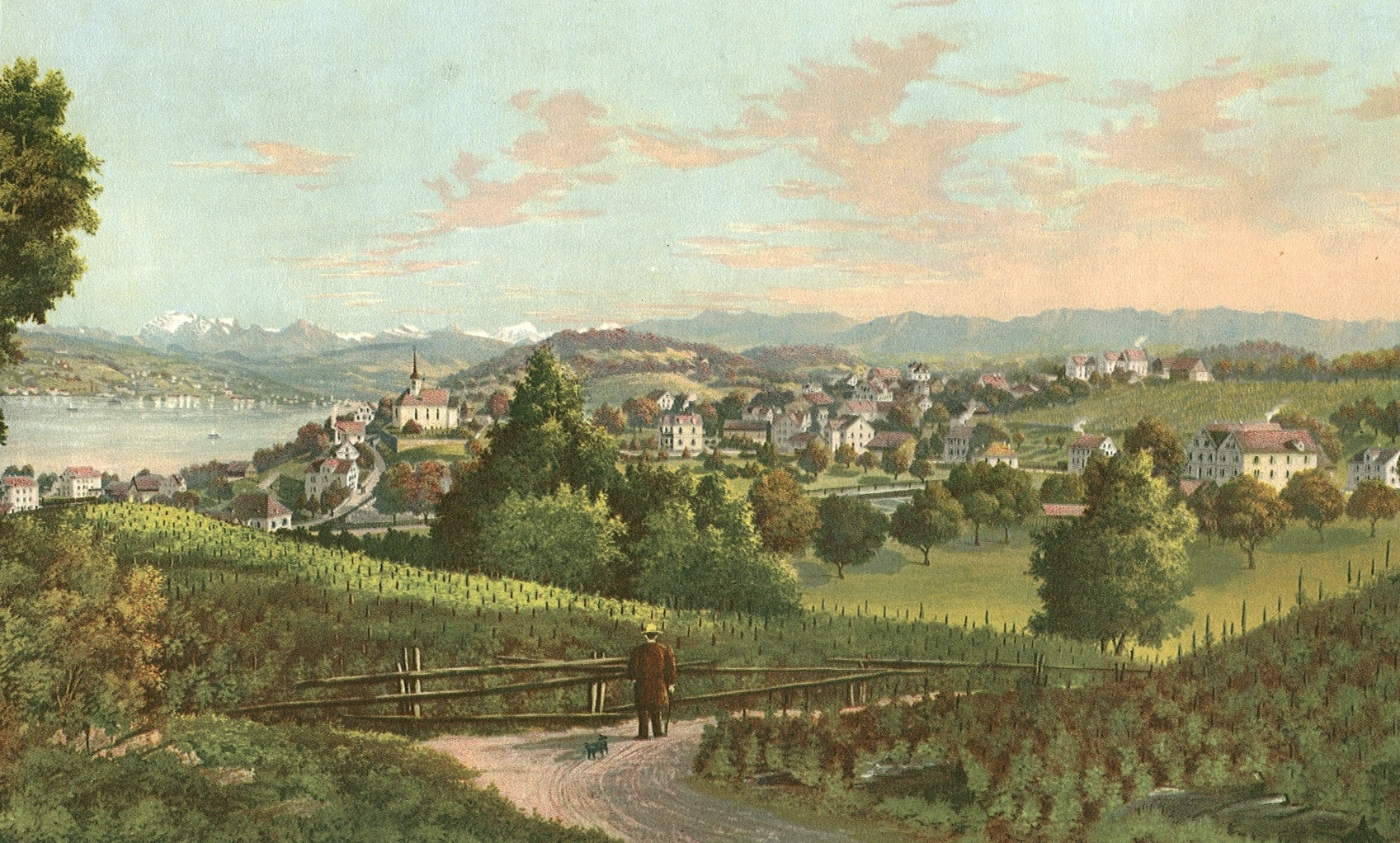
볼리스호펜 (1880)
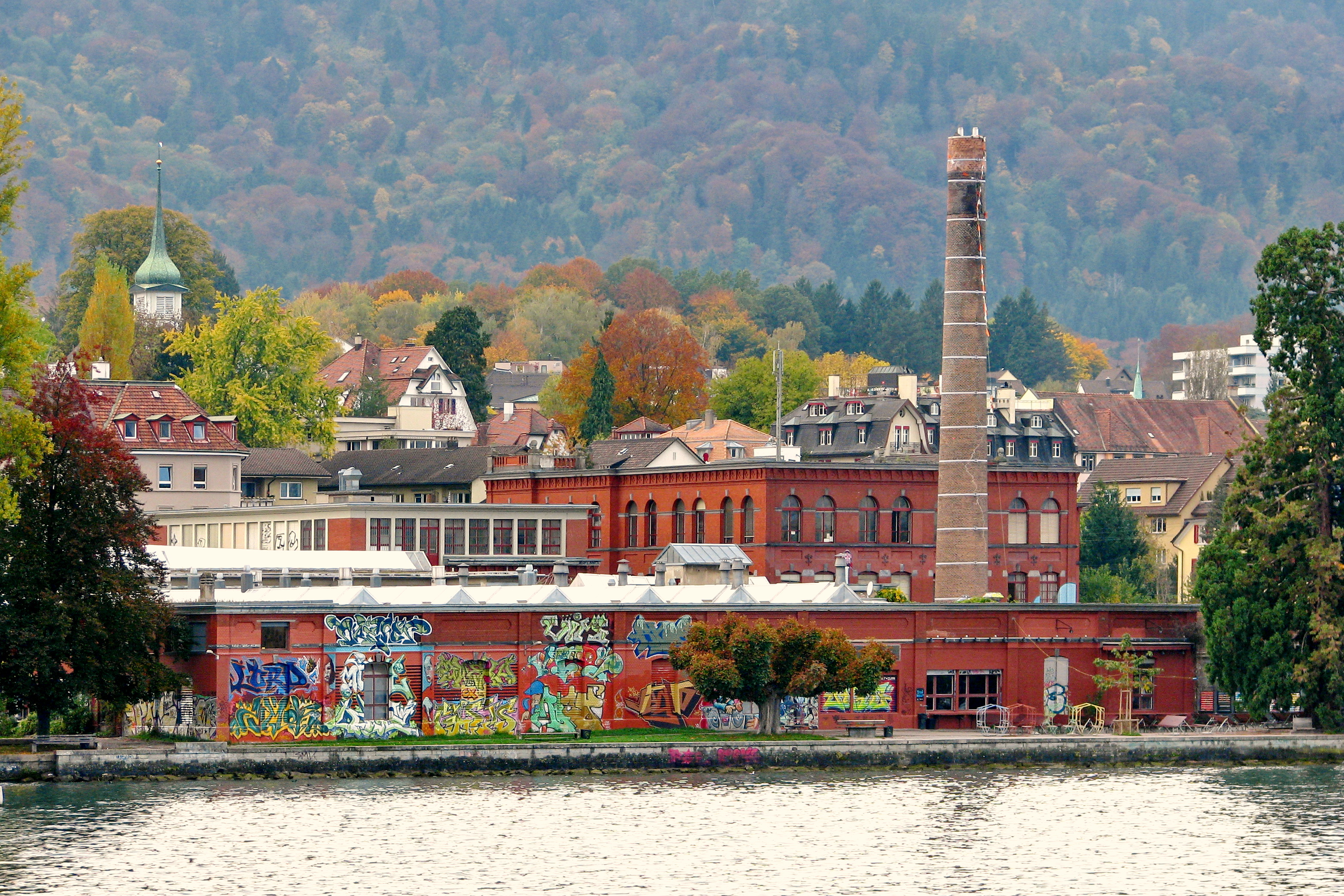
취리히허에서 본 붉은공장
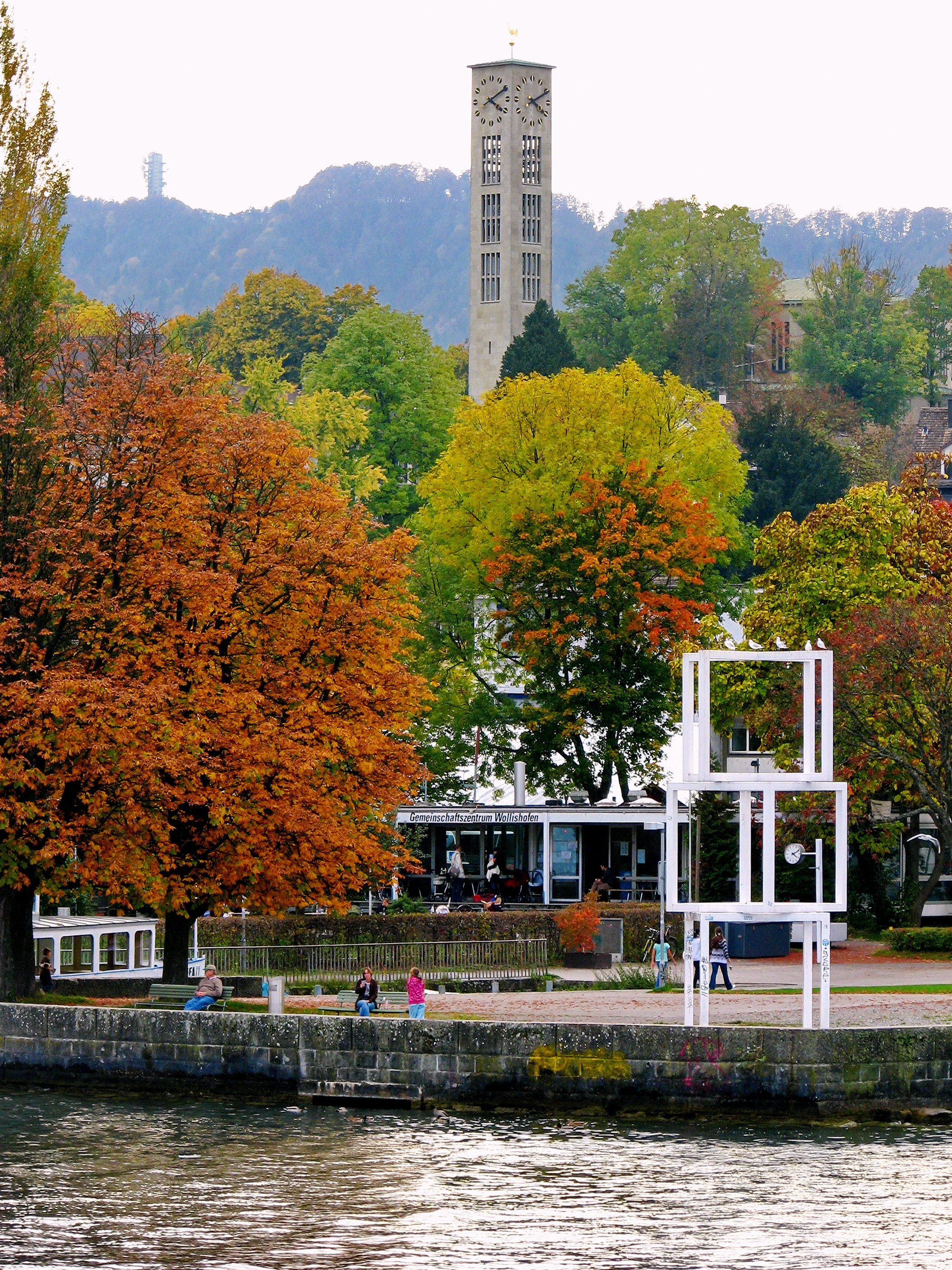
공동체의 중심지, 선착장과 알비스 언덕 그리고 배경으로 펠제네크
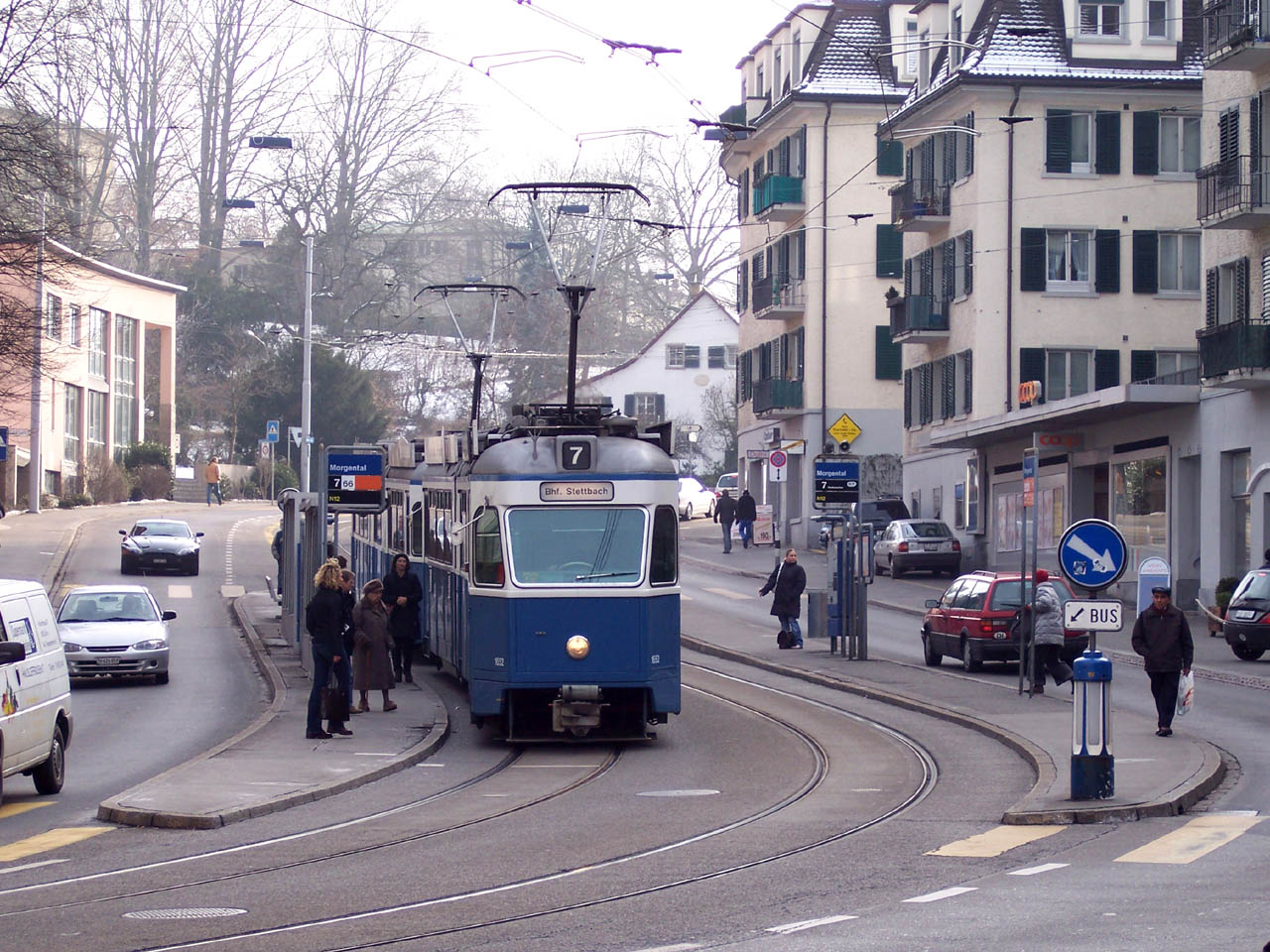
트램 정류장 Morgental
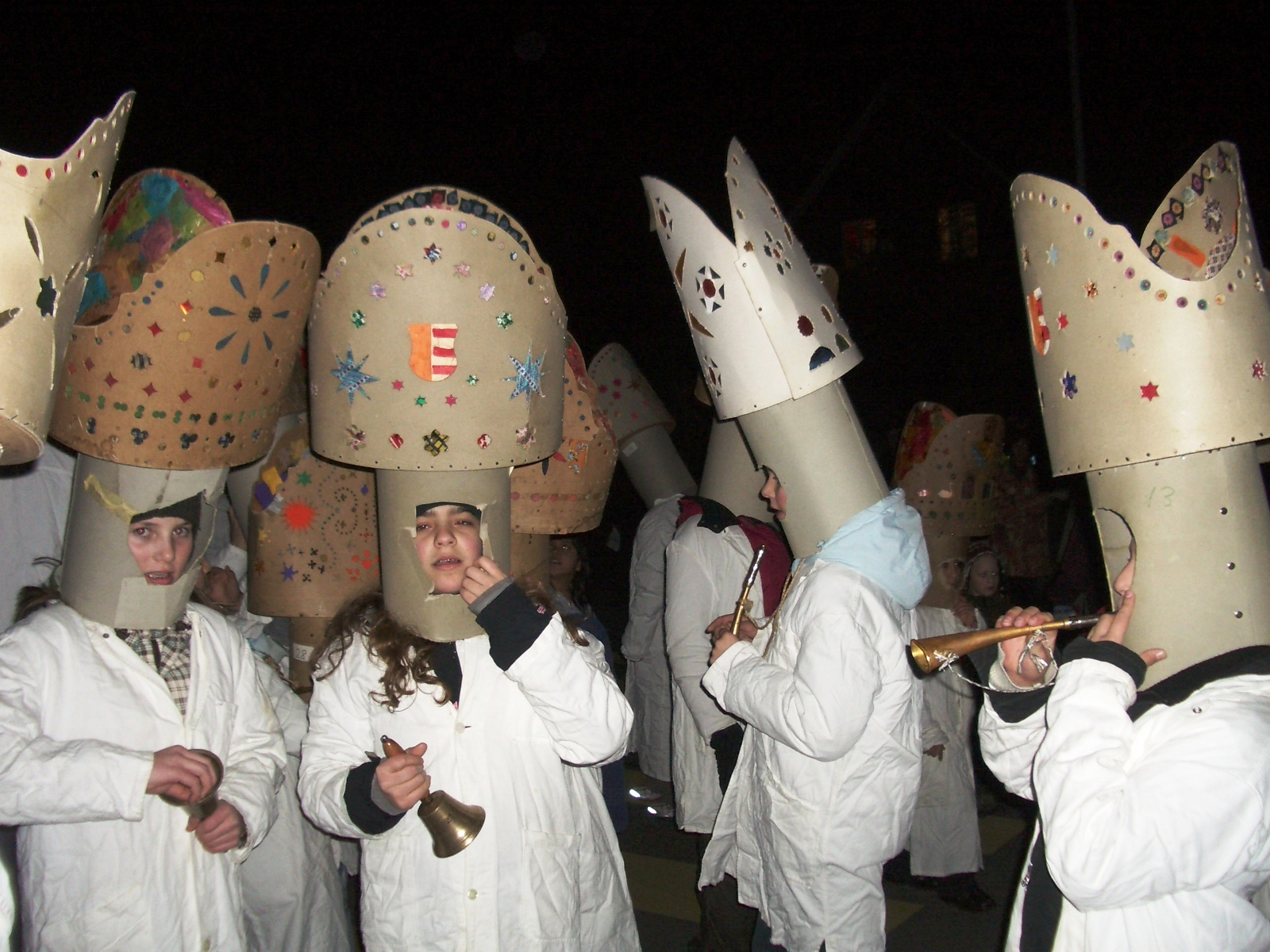
Wollishofer Chläuse (2007)
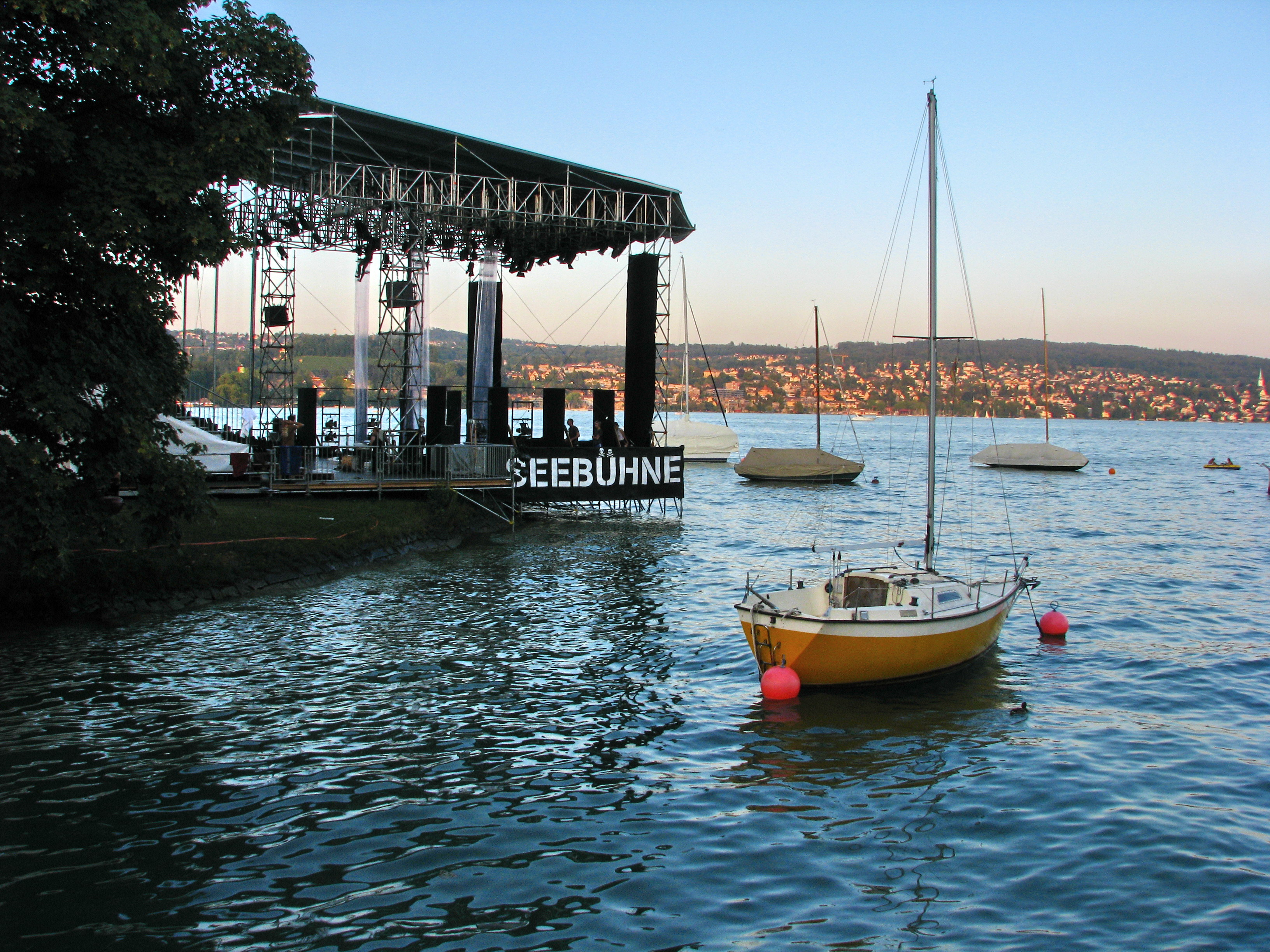
One of the numerous acts at Zürcher Theater Spektakel (2009)
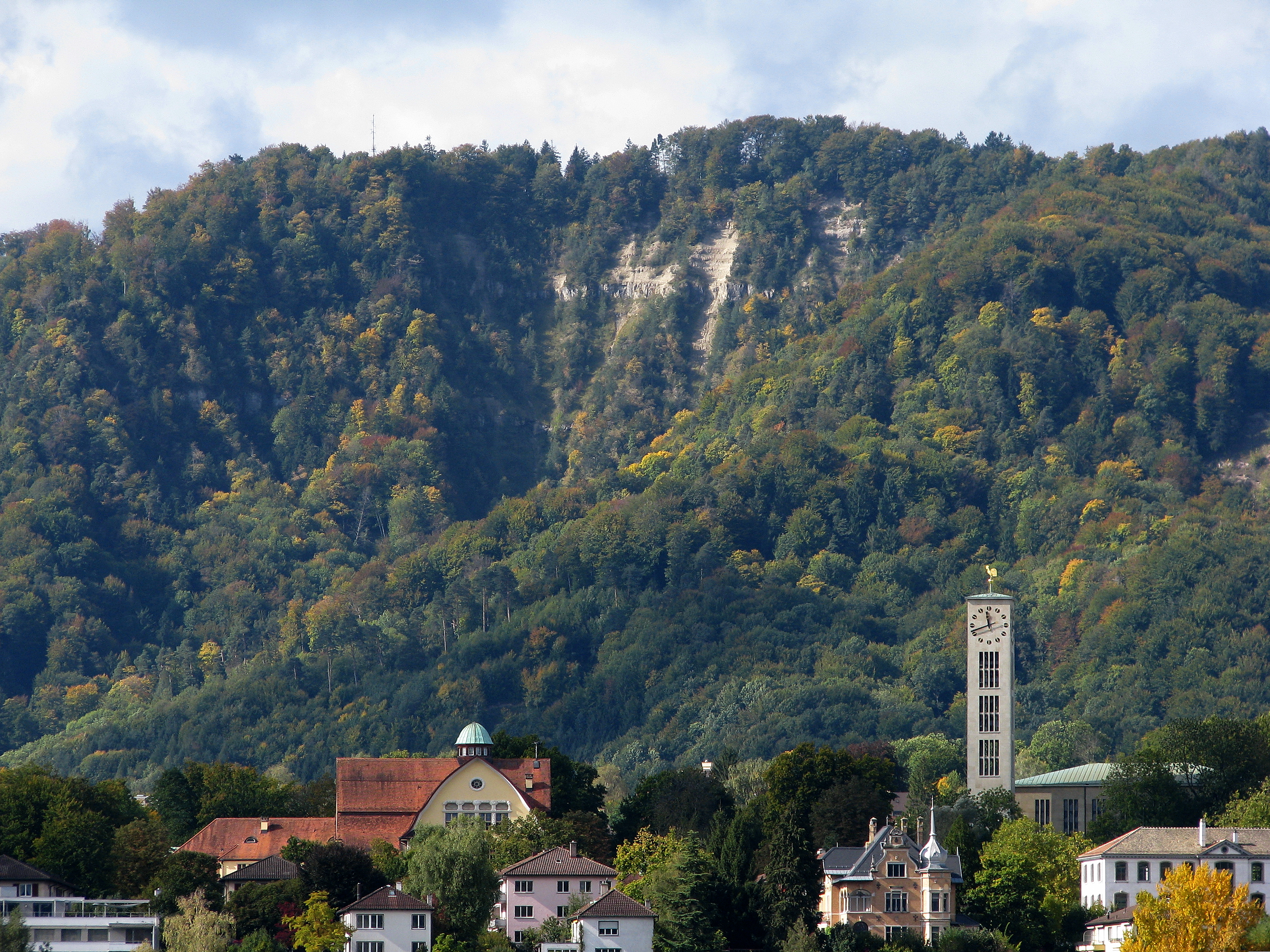
So-called Fallätsche (Albis hills)
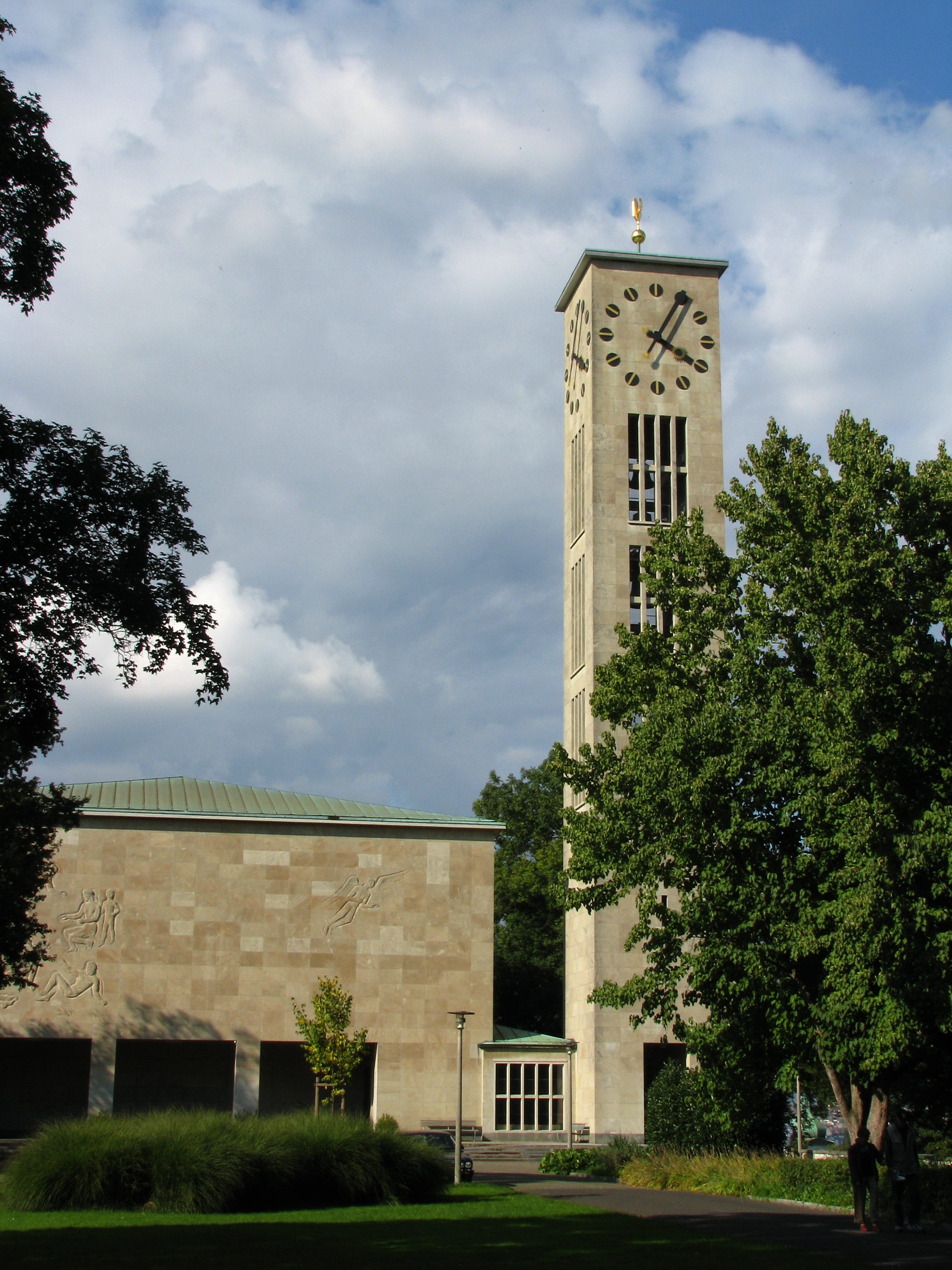
볼리스호펜의 새교회
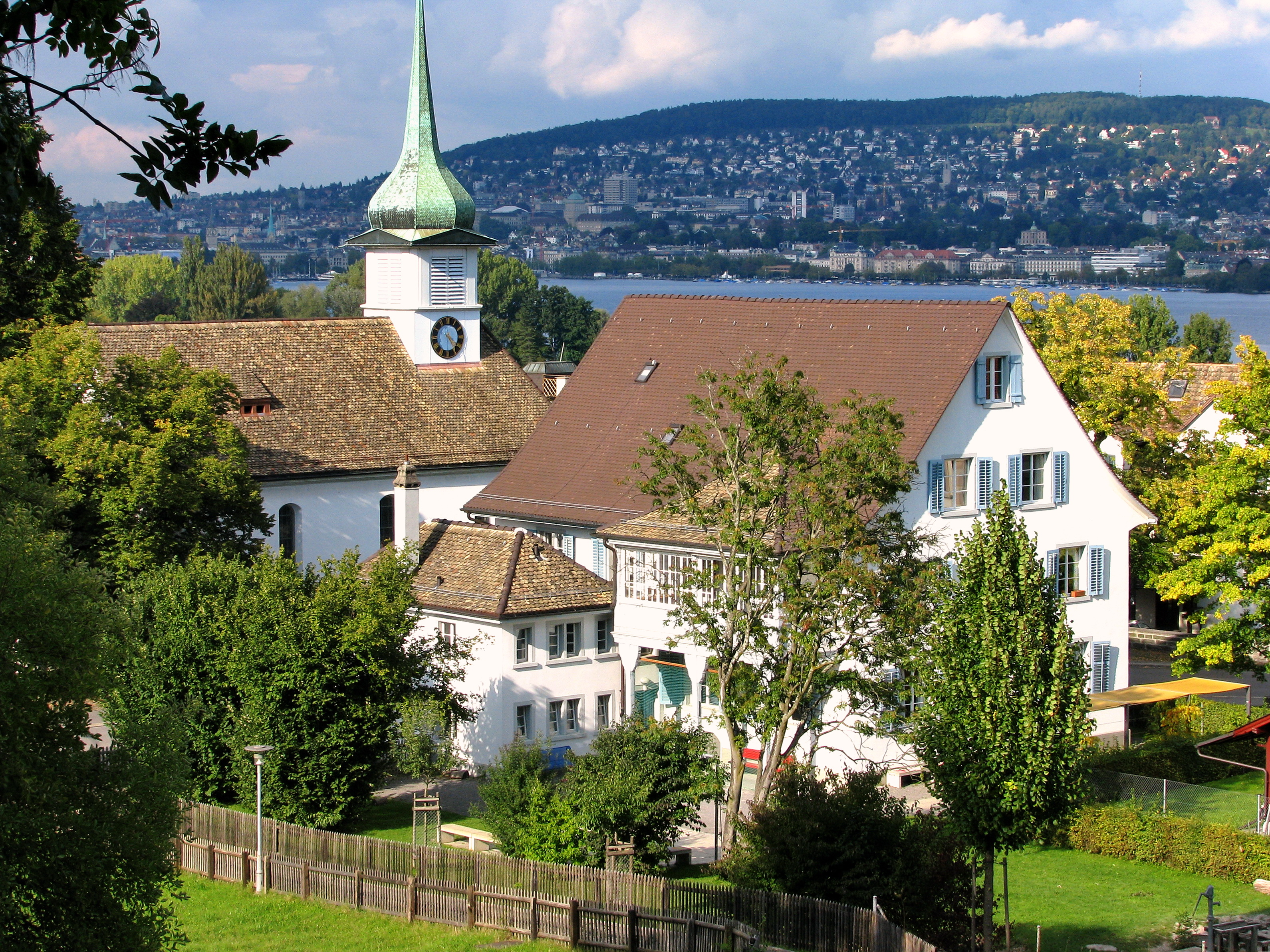
볼리스호펜 새교회에서 본 옛 교회
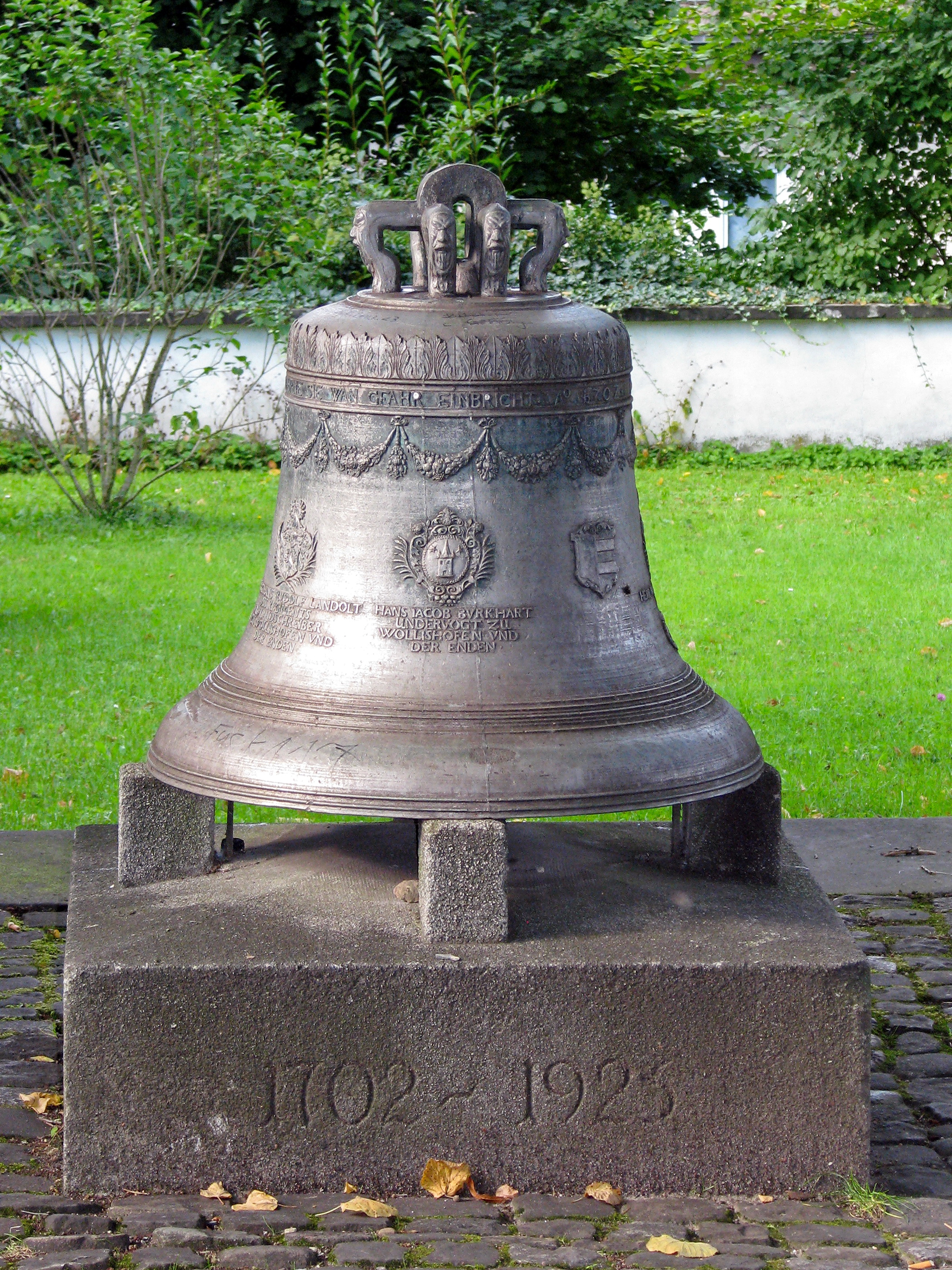
1702년 쿠어의 종